# قلم كاري

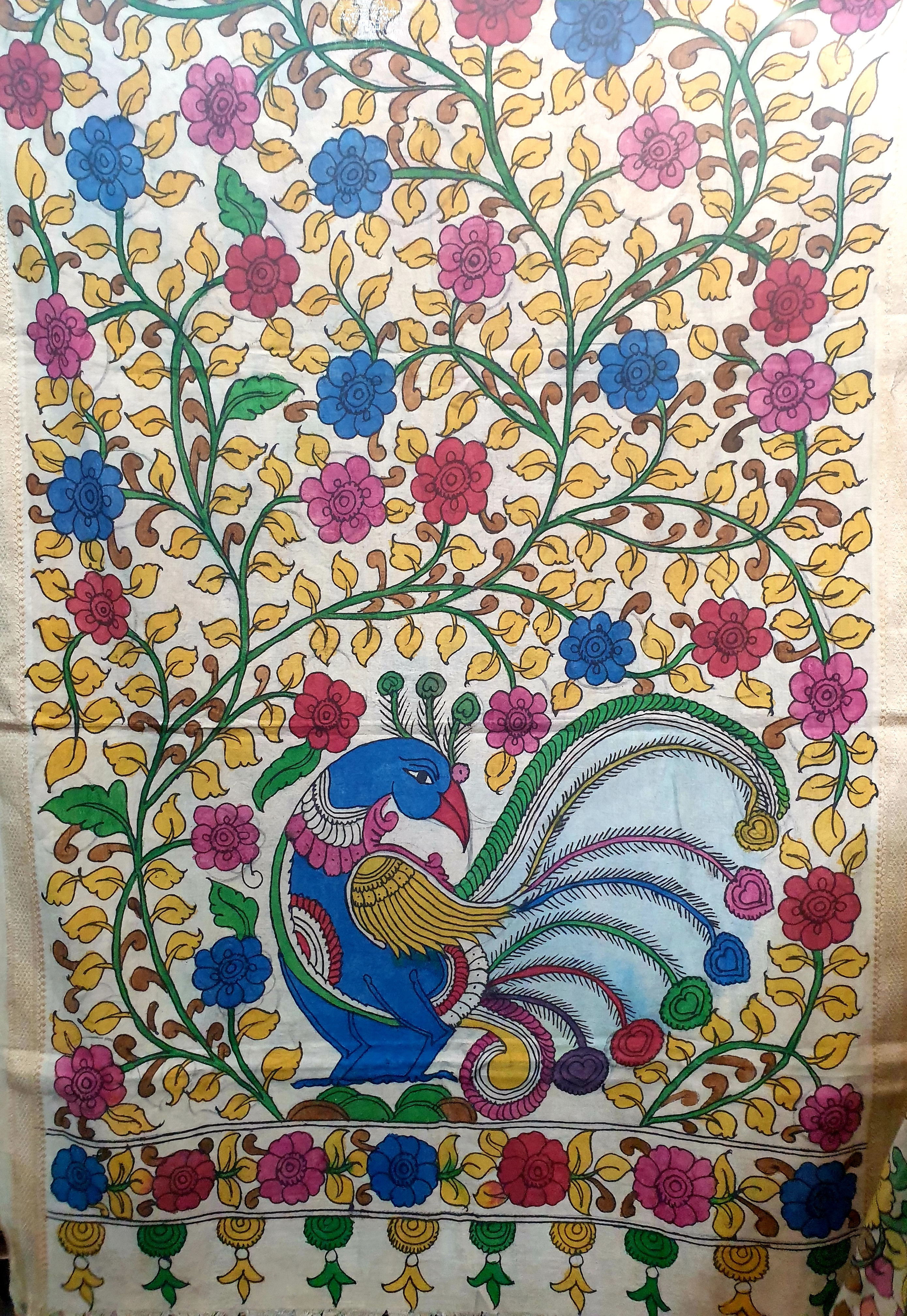

قلم كاري أو قلمكاري هو نوع من المنسوجات القطنية المرسومة يدويًا تُنتج في ولاية أندرة الهندية. تُستخدم الأصباغ الطبيعية فقط في قلم كاري والتي تتضمن ثلاث وعشرين خطوة.
ثمة نوعان من الأساليب المميزة لفن قلم كاري في الهند - أسلوب Srikalahasti وأسلوب Machilipatnam.

## انظر أيضًا

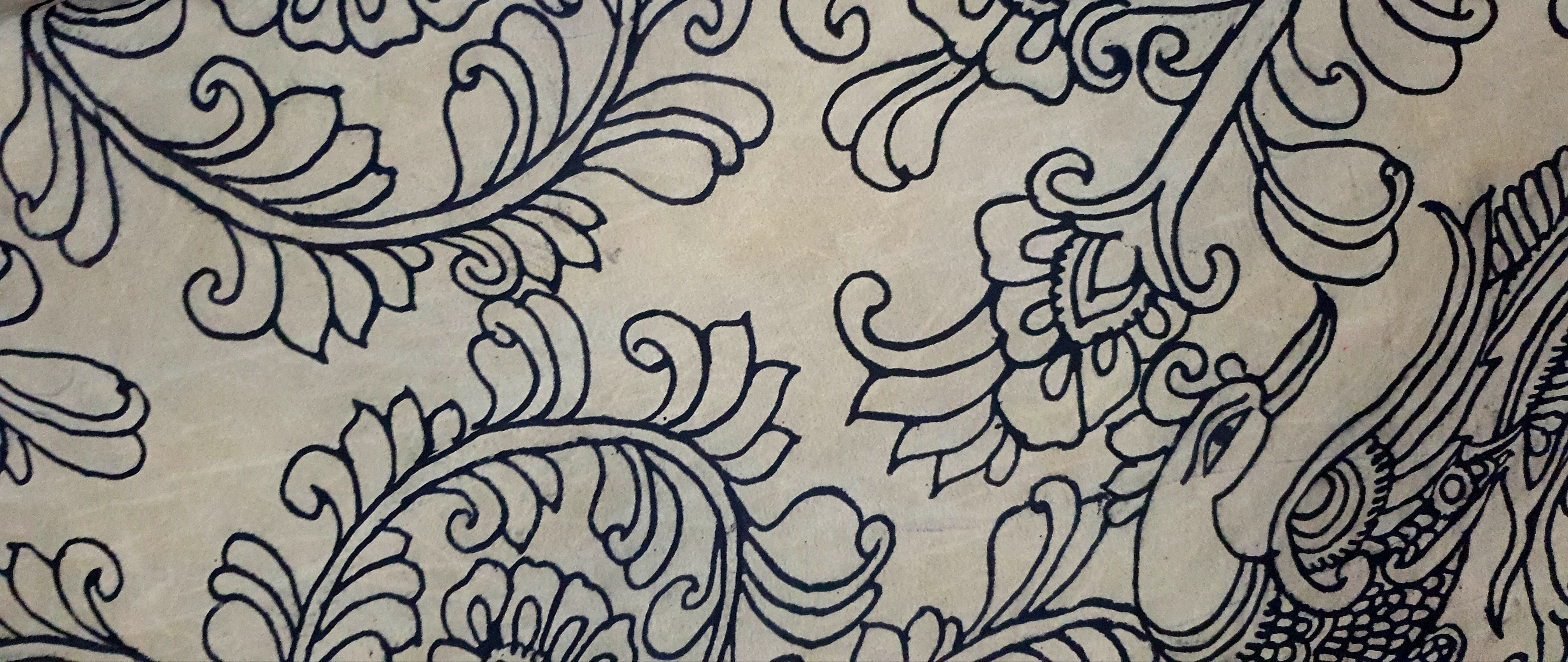